# Colva
Colva är en ort i Indien.   Den ligger i distriktet South Goa och delstaten Goa, i den sydvästra delen av landet, 1 500 km söder om huvudstaden New Delhi. Colva ligger 18 meter över havet och antalet invånare är 12 000.
Terrängen runt Colva är platt. Havet är nära Colva västerut. Runt Colva är det tätbefolkat, med 881 invånare per kvadratkilometer. Närmaste större samhälle är Madgaon, 3,8 km öster om Colva.